# Баредине (Бује)
Баредине (итал. Baredine) је насељено место у Републици Хрватској у Истарској жупанији. Административно је у саставу Града Буја.

## Становништво
Према задњем попису становништва из 2001. године у насељу Баредине живело је 68 становника који су живели у 22 породична домаћинстава.
Кретање броја становника по пописима 1857—2001.
| година пописа  | 1857 | 1869 | 1880 | 1890 | 1900 | 1910 | 1921 | 1931 | 1948 | 1953 | 1961 | 1971 | 1981 | 1991 | 2001 | 2011 |
| бр. становника | 0    | 0    | 123  | 169  | 193  | 193  | 0    | 0    | 260  | 165  | 131  | 66   | 53   | 52   | 68   | 69   |

Напомена:Исказује се као насеље од 1880. У 1857, 1869, 1921. и 1931. подаци су садржани у насељу Красица. 